# Henok Mulubrhan
Henok Mulubrhan (* 11. November 1999 in Asmara) ist ein eritreischer Radrennfahrer.

## Sportliche Laufbahn
2018 gewann er die letzte Etappe und die Bergklassifikation des kamerunischen Etappenrennens Tour de L’Espoir. 2020 erreichte er bei der La Tropicale Amissa Bongo und der Tour du Rwanda jeweils die Top Ten der Gesamtwertung. Im folgenden Jahr stand er beim Giro del Medio Brenta als Zweiter auf dem Podium. Für die Saison 2022 hatte er bereits einen Vertrag beim UCI WorldTeam Qhubeka NextHash, das sich jedoch vorzeitig auflöste, sodass er in diesem Jahr für das Team Bike Aid unterschrieb. In diesem Jahr belegte er bei der Tour of Antalya den sechsten Platz und bei der Tour du Rwanda den fünften Platz der Gesamtwertung. Bei den Afrikameisterschaften 2022 siegte er im Straßenrennen der Männer und belegte mit der eritreischen Nationalmannschaft den ersten Platz im Mannschaftszeitfahren. Das Einzelzeitfahren beendete er auf dem Silberrang.
2023 wurde Mulbrhan Afrikameister im Straßenrennen. Im Mannschaftszeitfahren errang er Silber, und im Einzelzeitfahren Bronze. Im selben Jahr wurde er Sieger der Tour du Rwanda. Am Ende der Saison wurde er zu Afrikas Radsportler des Jahres gewählt.
Im Jahr 2024 wechselte er zum kasachischen UCI WorldTeam Astana Qazaqstan.

## Ehrungen
- 2023: Afrikas Radsportler des Jahres

## Erfolge
2018
- Bergwertung und eine Etappe Tour de L'Espoir

2022
- Afrikameister – Mannschaftszeitfahren
- Afrikameisterschaft – Einzelzeitfahren
- Afrikameister – Straßenrennen

2023
- Afrikameister – Straßenrennen
- Afrikameisterschaft – Mannschaftszeitfahren
- Afrikameisterschaft – Einzelzeitfahren
- Tour du Rwanda – Gesamtwertung

2024
- Afrikameister – Straßenrennen

## Grand Tour-Platzierungen
| Grand Tour            | 2023 | 2024 |
| --------------------- | ---- | ---- |
| Giro d’ItaliaGiro     | 87   | 47   |
| Tour de FranceTour    | –    | –    |
| Vuelta a EspañaVuelta | –    | –    |